# Bosnormand
Bosnormand è un ex comune francese di 335 abitanti situato nel dipartimento dell'Eure nella regione della Normandia. Dal 1º gennaio 2017 è stato accorpato al comune di Le Bosc-Roger-en-Roumois per formare il nuovo comune di Bosroumois, di cui è divenuto comune delegato.

## Società

### Evoluzione demografica
Abitanti censiti